# Amorpha schwerinii
Amorpha schwerinii är en ärtväxtart som beskrevs av Camillo Karl Schneider. Amorpha schwerinii ingår i släktet segelbuskar, och familjen ärtväxter. Inga underarter finns listade i Catalogue of Life.